# Valtorres
Valtorres és un municipi de la província de Saragossa situat a la comarca de la Comunitat de Calataiud. El 2023 tenia 75 habitants.